# Longwo, Guangdong
Longwo är en köping i sydöstra Kina. Den ligger i Zijin härad i staden Heyuan i provinsen Guangdong, omkring 210 kilometer öster om provinshuvudstaden Guangzhou. Antalet invånare är 62 236. Befolkningen består av 31 567 kvinnor och 30 669 män. Barn under 15 år utgör 28,0 %, vuxna 15-64 år 60 %, och äldre över 65 år 10,0 %.